# Bundesinnung Flexografie
Die Bundesinnung für das Flexografen-Handwerk (BIF) war eine Körperschaft des Öffentlichen Rechts und unterstand der Rechtsaufsicht der zuständigen Handwerkskammer. Im Gegensatz zu einer gewöhnlichen Innung war das Zuständigkeitsgebiet der Bundesinnung auf ganz Deutschland ausgedehnt. Sie war also für alle deutschen Flexografie-Betriebe zuständig.
1965 wurde auch das Flexografen-Handwerk als Vollhandwerk in die Handwerksordnung aufgenommen und somit die Möglichkeit geschaffen, handwerkliche Innungen im Flexografen-Handwerk zu gründen. Nachdem 1967 eine Gründungsversammlung mit 30 Mitgliedern durchgeführt wurde, erlangte die BIF 1968 durch den hessischen Minister für Wirtschaft und Verkehr die Genehmigung und somit Rechtskraft.
Geschäftsführer der Bundesinnung für das deutsche Flexografen-Handwerk und der ebenfalls in Wiesbaden sitzenden Association Europeenne des Graveurs et des Flexographes in den 1980er Jahren war der 1941 geborene Schriftsetzer und Ingenieur Hartmut Flothmann.
Die Bundesinnungen für das Flexografenhandwerk ist 2017 gemeinsam mit der Bundesinnung für das Siebdruckerhandwerkfür in der Bundesinnung für das Print- und Digitalmedienhandwerk aufgegangen. Diese wurde als Körperschaft des öffentlichen Rechts gegründet, um die Betriebe beider Handwerke auf Bundesebene zusammenzufassen und ihre Interessen in vielfältiger Weise zu vertreten. Die Geschäftsführung der Innung wird – wie schon für die Vorgängerinnungen – durch den Bundesverband Druck und Medien (bvdm) ausgeübt.

## Aufgaben
Die Bundesinnung nimmt nach dem Gesetz zur Ordnung des Handwerks (Handwerksordnung, § 52 ff) folgende Aufgaben wahr:
- Förderung der gemeinsamen gewerblichen Interessen seiner Mitglieder, insbesondere
- Wahrnehmen der Gesamtinteressen des Flexografen-Handwerks
- Regelung und Überwachung der Lehrlingsausbildung im Rahmen der Dualen Ausbildung
- Einrichtung eines Gesellenprüfungsausschusses und Abnahme der Gesellenprüfung im Flexografen-Handwerk
- Durchführung und Vorbereitung von Meisterprüfungen im Flexografen-Handwerk
- Ansprechpartner gegenüber Behörden sowie Erstellung von Gutachten
- Durchführung der von der Handwerkskammer innerhalb ihrer Zuständigkeit erlassenen Vorschriften und Anordnungen
- Förderung des guten Verhältnisses zwischen Meistern, Gesellen und Lehrlingen im Flexografen-Handwerk (u. a. Schlichtungsstelle)

Die Mitgliedschaft in der Bundesinnung ist freiwillig. Mitglied der Bundesinnung kann jeder Inhaber eines handwerklichen Flexografie-Betriebes werden. Für Industrie-Betriebe sieht die Satzung eine Gastmitgliedschaft vor.
Sitz der Bundesinnung für das Flexografen-Handwerk war Wiesbaden.